# Pegada que desgrama
Pegada que desgrama è un singolo della cantante brasiliana Naiara Azevedo, pubblicato il 1º dicembre 2017 su etichetta discografica Som Livre.

## Tracce
1. Pegada que desgrama – 3:02

## Classifiche
| Classifica (2018) | Posizione |
| ----------------- | --------- |
| Brasile           | 172       |